# Pandemia de COVID-19 en Mendoza
El primer caso confirmado de la pandemia de COVID-19 en Mendoza se dio a conocer el 21 de marzo de 2020. Se trataba de una mujer de 62 años que procedía de Italia. Desde entonces, se han reportado 74.506 casos confirmados en la totalidad de la provincia. 

El día 26 de marzo del año 2020, se confirma además el primer fallecimiento por la COVID-19 en la Provincia de Mendoza. Se trataba de un hombre (81) quién tuvo Insuficiencia respiratoria aguda.

## Cronología

### 2020: Brote inicial, crecimiento exponencial y primera ola
Casos sospechosos
Primeros casos

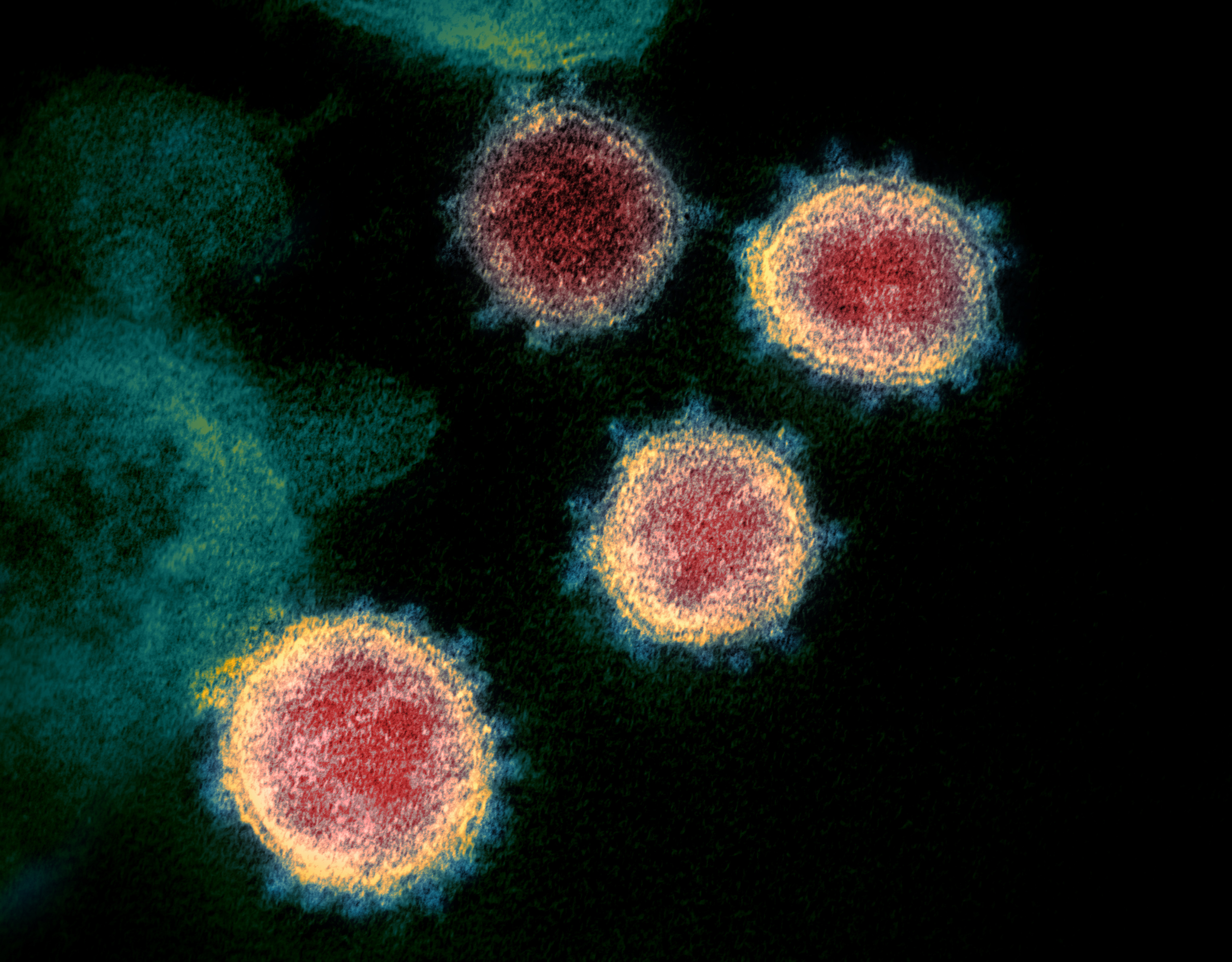
Imagen del SARS-CoV-2 captada a través de un microscopio electrónico de transmisión del Instituto Nacional de Alergias y Enfermedades Infecciosas.

El 21 de marzo, en horas de la tarde, mediante un comunicado a través del portal web de prensa del Gobierno de Mendoza se confirmaba el primer caso de coronavirus en el departamento. Se trataba de una mujer de 62 años que regresó de un viaje al norte de Italia. Desde el Ministerio de Salud de la Nación, se informó que la paciente cumplía aislamiento en el Hospital Español de Mendoza, y se encontraba en óptimas condiciones. También se comunicó que el esposo de la mujer permanecía en aislamiento preventivo, ya que era la única persona con quien mantuvo contacto después de su arribo a la ciudad. Esa noche, el Gobierno Mendocino anunciaba la identificación de cuatro casos positivos más, todos miembros de una familia. Se trataba de dos hombres, uno de 50 y el otro de 34 años, respectivamente. Los varones se encontraban internados desde el 18 de marzo en el Hospital Central de Mendoza y procedían de Brasil. Las otras dos pacientes de sexo femenino eran una mujer de 73 años, madre del mendocino que reside en Brasil y dio positivo a la enfermedad mientras estaba internada desde el 18 de marzo en el Hospital Español y la otra, una paciente pediátrica que llegó desde Brasil el 16 de marzo, quien fue internada en el Hospital Español al día siguiente.
Cuarentena
| 22 de marzo | 286    | [ 3 ]  |
| 22 de marzo | 376    | [ 4 ]  |
| 23 de marzo | 577    | [ 5 ]  |
| 24 de marzo | 763    | [ 6 ]  |
| 24 de marzo | 865    | [ 7 ]  |
| 25 de marzo | 941    | [ 8 ]  |
| 25 de marzo | 1000   | [ 9 ]  |
| 26 de marzo | 1137   | [ 10 ] |
| 26 de marzo | 1219   | [ 11 ] |
| 27 de marzo | 1480   | [ 12 ] |
| 28 de marzo | 1885   | [ 13 ] |
| 29 de marzo | 2023   | [ 14 ] |
|             |        |        |
| 6 de abril  | 2888   | [ 15 ] |
| 24 de abril | ≈ 4500 | [ 16 ] |
| 26 de abril | 4702   | [ 17 ] |

## Impacto

### Educación
2020
2021
El 18 de enero de 2021, el Gobernador anunció durante una conferencia de prensa que las clases presenciales se reanudarían desde el primero de marzo del mismo año en la provincia, así como también el 10 de febrero lo iniciarían aquellos quienes no tuvieron acceso a las plataformas tecnológicas ni la oportunidad de aprender a distancia el año anterior. Además, Suárez añadió que durante el año lectivo 2021 se trabajaría con los protocolos sanitarios requeridos, así como también hizo énfasis en que el personal docente y no docente serían priorizados para la vacunación contra la COVID-19.

### Penitenciario
Desde el 20 de abril de 2020, en los penales mendocinos de Boulogne Sur Mer y San Felipe, medios reportaron que varios de los internos habían decidido realizar una huelga de hambre como modo de protesta. Es así, como el 27 de abril de 2020 alrededor de 150 presidiarios del penal de Boulogne Sur Mer se subieron a los techos del recinto para reclamar beneficios ante la situación que se vive, la pandemia de COVID-19. Aproximadamente 2 horas después, los detenidos depusieron su actitud solicitando que se realice una 'mesa de diálogo' en la que pedirían la presencia de la justicia. El director del Servicio Penitenciario, Eduardo Orellana prometió a los presos que el martes 28 se analizaría la situación en presencia de la justicia para que los prisioneros puedan acceder a los beneficios que buscaban.